# Olaia Inziarte
Olaia Inziarte (Oronoz, Navarra, 12 de enero de 1999) es una cantante y compositora navarra que comenzó como solista en 2022.

## Trayectoria musical
En 2022 publicó su primer disco como solista, Lehengo Lepotikan Burua, combinando sonidos tradicionales y vanguardistas. Destaca el tema Behe klasekoa, que canta con la colaboración de Olatz Salvador.
[Ningún complejo por ser de clase baja, ni siquiera por hablar torpemente en español] (Canción de Behe Klasekoa, Olaia Inziarte)
Debutó en la Feria de Durango de 2022. Además de trabajar con Iker Lauroba, Joseba Tapia y Chica Sobresalto, ha colaborado con el grupo Pleura.
["Soy demasiado narcisista escribiendo canciones, no sé escribir sobre historias ajenas"] Olaia Inziarte.
Colabora con Iker Lauroba y Chica Sobresalto en teclados y coros. Ha sido seleccionada en el circuito Artistas en Ruta organizado por la IE (Entidad de Gestión de los Artistas Intérpretes o Ejecutantes de la música) en 2023.

## Discografía
- Astelehenetan (2020).[9]
- Lehengo lepotikan burua (2022).[10]
- Denak begira daudelaik (2023).[11]

## Premios y reconocimientos
- 2023 Fue una de las cinco finalistas de los premios MIN (Música Independiente).[12]